# Igino Balestra
Igino Balestra (Cervignano del Friuli, 14 agosto 1929 – 6 luglio 2006) è stato un calciatore italiano, di ruolo centrocampista.

## Caratteristiche tecniche
Giocava come centrocampista interno ed era dotato di una buona tecnica individuale.

## Carriera
Dopo gli esordi tra i dilettanti, con il Pro Cervignano, viene prelevato dal Livorno, con cui ha esordito in serie A il 9 gennaio 1949 in Livorno-Modena 1-0. Nella sua prima stagione è poco impiegato (2 presenze), e viene ceduto in prestito al Siena, con cui trova continuità di impiego e realizza 10 reti in 36 partite nel campionato di Serie C 1949-1950.
Rientrato a Livorno, conserva il posto da titolare per due stagioni tra i cadetti, con 56 presenze e 7 reti, prima di passare per un'annata al Lecce e quindi far ritorno al Siena, nel frattempo retrocesso in IV Serie.
Dopo il ritiro ha allenato l'Unione Sportiva Buonconvento negli anni '60.

## Palmarès

### Giocatore

#### Competizioni nazionali
- Scudetto Dilettanti: 1

Siena: 1955-1956